# Aziza Mustafa Zadeh
Aziza Mustafa Zadeh (azer. Əzizə Mustafazadə; ur. 19 grudnia 1969 w Baku) – azerska pianistka i wokalistka jazzowa. Obecnie mieszka w Moguncji.

## Dyskografia
- Aziza Mustafa Zadeh (1991)
- Always (1993)
- Dance of Fire (1995)
- Seventh Truth (1996)
- Jazziza (1997)
- Inspiration - Colors & Reflections (2000)
- Shamans (2002)
- Contrasts (2006)
- Contrasts 2 Opera Jazz (2007)